# Gabriel Xavier
Gabriel Augusto Xavier (São Paulo, 15 de julho de 1993) é um futebolista brasileiro que atua como meio-campista. Atualmente está no Fagiano Okayama.

## Carreira
Nascido na cidade de São Paulo, Gabriel Xavier é uma jovem promessa da base do São Paulo que se transferiu para o Cruzeiro em 2015.

### Categoria de base
Aos 14 anos, chegou à categoria de base do Corinthians na temporada 2008–09, por onde chamou a atenção do São Paulo, jogando no sub-17 do clube. Após 2 anos, foi para o Canindé, atuar pela Portuguesa.  

### Portuguesa
Aos 19 anos, subiu para o time principal, onde, no começo, foi pouco utilizado. Mas começou a impressionar o técnico nos treinos e acabou virando titular da equipe. Após bons jogos com gols e assistências, acabou se firmando como um dos jogadores que tinham méritos com a torcida no time da Portuguesa, que fora rebaixada para a Série C naquele ano.

### Cruzeiro
Após se destacar na Série B de 2014, jogando pela Portuguesa, mesmo o time sendo rebaixado para Série C, Gabriel despertou o interesse do Cruzeiro para substituir uma lacuna deixada com a saída de Éverton Ribeiro. Assinou contrato com o clube no dia 19 de fevereiro de 2015, vestindo a camisa 18.
Fez sua estreia pela equipe no jogo contra o Tupi pelo Campeonato Mineiro de 2015.  
Foi decisivo na partida contra o São Paulo na Libertadores 2015, marcando o último gol na decisão por pênaltis, levando o time celeste para as quartas de final da competição.
Marcou o segundo gol da vitória de 3–1 sobre o Atlético-MG, em 06/06/2015, na Arena Independência. A vitória quebrou um jejum de 13 jogos do Cruzeiro sem vencer o rival.
Teve um papel importante no banco de reservas da equipe mineira. 

### Sport
No dia 15 de fevereiro de 2016, o Cruzeiro emprestou Gabriel Xavier para o Sport. O empréstimo durou até a final da temporada de 2016. O clube pernambucano arcou com todo o seu salário.

### Vitória
No dia 12 de janeiro de 2017, acertou mais um empréstimo, dessa vez ao Vitória. Estreou no dia 26 de janeiro, marcando um dos gols da vitória por 3–1 sobre o Sergipe, em jogo válido pela primeira fase da Copa do Nordeste.
Em 17 de julho de 2017, Gabriel Xavier se despediu do Vitória por uma rede social. A possibilidade de Gabriel deixar o Vitória com destino ao Japão se tornou pública dias após o clássico com o Bahia, que terminou empatado em 0–0. Detentor dos direitos econômicos do jogador, o Cruzeiro precisou negociar com o Vitória, que tinha direito a taxa de vitrine e propôs receber uma porcentagem maior do que a acordada inicialmente para liberar o jogador de imediato.

## Títulos
Vitória
- Campeonato Baiano: 2017

Nagoya Grampus
- Copa da Liga Japonesa: 2021